# Yusuf Akçiçek
Yusuf Akçiçek (Bakırköy, 25 de enero de 2006) es un futbolista turco que juega en la demarcación de defensa para el Fenerbahçe S. K. de la Superliga de Turquía.

## Selección nacional
Tras jugar en las categorías inferiores de la selección, finalmente hizo su debut con la selección de Turquía el 23 de marzo de 2025 en un encuentro de la Liga de Naciones de la UEFA 2024-25 contra Hungría que finalizó con un resultado de 0-3 a favor del combinado turco tras los goles de Hakan Çalhanoğlu, Arda Güler y Abdülkerim Bardakcı.

## Clubes
| Club             | País    | Año   | Partidos | Goles |
| ---------------- | ------- | ----- | -------- | ----- |
| Fenerbahçe S. K. | Turquía | 2023- | 24       | 2     |